# Enciclopédia Online da Violência em Massa
A Enciclopédia Online da Violência em Massa, em inglês Online Encyclopedia of Mass Violence (OEMV), é uma enciclopédia online com o objetivo de documentar massacres ocorridos no século XX.
O projeto foi fundado por Jacques Sémelin . O Centre d'Études et de Recherches Internationales, Science Po (Paris), o Centre National de la Recherche Scientifique e o Instituto de Pesquisa Social de Hamburgo atuam no projeto. É considerado um dos principais repositórios de informação sobre crimes em massa já criados. Claire Andrieu (Sciences Po Paris) está atualmente supervisionando o projeto.[carece de fontes?]